# 柴进
柴进是小說《水滸傳》中的人物，渾號「小旋风」，人稱「柴大官人」，后周世宗柴荣嫡系子孙，家傳宋太祖御赐丹书铁券，除了皇帝以外無人能治罪，因此能大膽收留許多欽犯或亡命之徒。长得龙眉凤目，皓齿朱唇，三牙掩口髭须，酷愛武艺，好結交天下英雄豪傑，許多梁山英雄落草前都受過他接濟。與李應一同掌管梁山泊的钱粮，排名第十。

## 經歷
柴進出場甚早，宋江、林沖甚至是白衣秀士王倫等人都受過他接濟，穿針引線介紹這些落難客上山落草或是打點舒適的服刑環境不遺餘力、非常熱心，因此江湖聲望極高、人人敬重。
後來因高唐州知府高廉的妻弟殷天锡仗势要強夺柴进叔父柴皇城的住宅，柴皇城以有朝廷发的“丹书铁券”為由与其论理，竟被他殴打。柴皇城召其侄柴进回来与之论理时，殷天锡又欲殴打柴进，李逵在旁愤极，出手将其毆死。高廉便将柴进拘捕入狱，将其打入死牢。梁山好汉为救柴进，起兵攻打高唐，由李逵从高唐州大牢后的枯井中将其救出。
柴进上梁山后，與李應一起掌管钱粮。随宋江去东京看灯时，柴进簪花入禁院，从睿思殿的御屏上剜下了御书四大寇中“山东宋江”四字。
受招安后，随宋江、卢俊义征讨辽国、田虎、王庆。征方腊时，柴进化名柯引带着燕青到方腊处做卧底，深得方腊信任。方腊把金芝公主嫁给柴进，做了驸马，官封主爵都尉。宋江大破方腊于帮源洞，柴进立了大功。班师回朝后，授武节将军，横海军沧州都统制。因见戴宗纳官求闲走了，又听说朝廷夺了阮小七的官，罚为庶民，想起自己曾做过方腊的驸马，为免受奸臣之辱，推称风疾病患，纳还官诰，回沧州为民，无疾而终。而梁山時期的老搭檔李應在聽聞柴進辭官後也跟著辭職返鄉。

## 影視
- 1972年香港邵氏《水滸傳》：张杨
- 1983年山东版《水浒》：李朝友
- 1998年央视版《水浒传》：郑强
- 2011年版《水浒传》：黄海冰
- 2012年电影《小旋风柴进》：高天
- 2013年版《武松》：杨晋